# UMass Lowell River Hawks

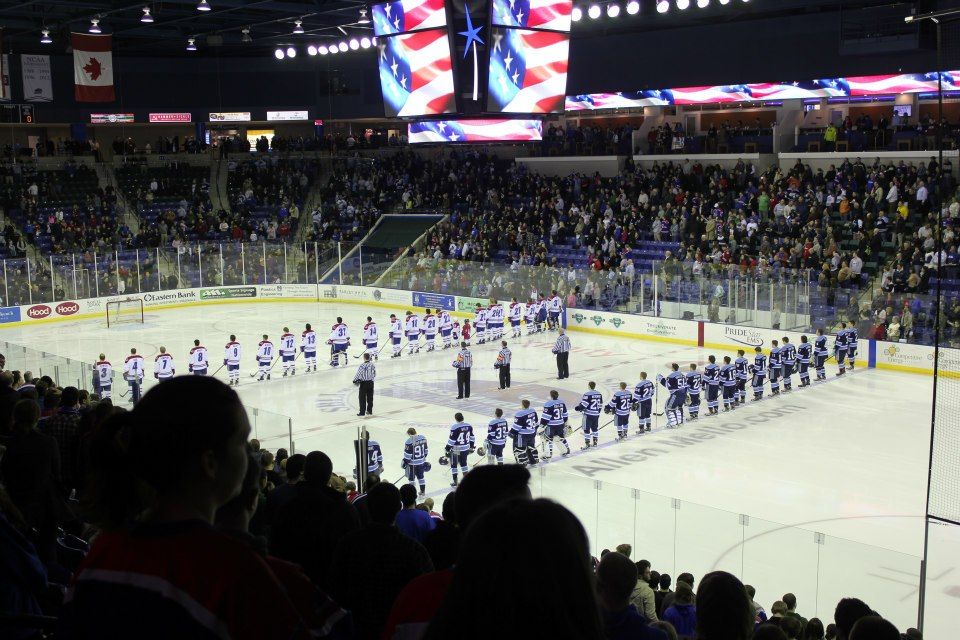
El equipo de hockey.

UMass Lowell River Hawks (español: las Águilas Pescadoras de la Universidad de Massachusetts Lowell) es el nombre de los equipos deportivos de la Universidad de Massachusetts Lowell, situada en Lowell (Massachusetts). Los equipos de los River Hawks participan en las competiciones universitarias organizadas por la NCAA, y forman parte de la America East Conference salvo el hockey sobre hielo que lo hace en la Hockey East.

## Programa deportivo
Los River Hawks compiten en 8 deportes masculinos y en 8 femeninos:
| - Masculino - Baloncesto - Béisbol - Fútbol Americano - Atletismo - Golf - Cross - Hockey sobre hielo - Lacrosse | - Femenino - Cross - Baloncesto - Fútbol - Lacrosse - Softball - Voleibol - Hockey sobre hierba - Atletismo |

## Apodo y mascota
En 1948, el Instituto Textil de Lowell, antigua denominación de la universidad, comenzó a usar a "Terry Tex" como mascota de la universidad. Se eligió al bull terrier por representar todo lo relacionado con los textiles, y los programas deportivos de la escuela adoptaron el apodo de "Terriers". En 1971, la universidad, que años antes se había convertido en el Instituto Tecnológico de Lowell, decidió que necesitaba un nuevo apodo. El departamento de atletismo cambió el apodo de "Terriers" a "Chiefs" para representar fuerza, honor y liderazgo. Eligieron el nombre en parte porque creían que evitaba las connotaciones despectivas asociadas con otros apodos como "Indios" o "Pieles Rojas".
Cuando Lowell Tech se fusionó con Lowell State College para formar la "Universidad de Lowell" en 1975, los nuevos equipos deportivos continuaron con el apodo de "Chiefs". Tras la incorporación de Lowell al sistema de la Universidad de Massachusetts en 1991, la escuela comenzó a recibir presiones para que abandonara el nombre "Chiefs", que, invariablemente, se asociaba con imágenes indígenas despectivas. En 1993, la escuela formó un comité de estudiantes, profesores y personal para decidir el futuro del nombre y el logotipo. Por 14 votos a favor y 1 en contra, el comité recomendó retirar el nombre "Chiefs" y el rector William Hogan aceptó la decisión en enero de 1994.
Se recibieron más de 150 propuestas para el nuevo nombre. La más popular fue la de Chad Dooley, en una carta dirigida a Bruce Crowder, entrenador del equipo de hockey sobre hielo. Dooley sugirió el halcón como apodo para los programas. Para vincular el río Merrimack con la escuela, el comité modificó ligeramente el nombre a "River Hawks". Los tres finalistas para el nuevo nombre fueron "River Hawks", "Raging Rapids" y "Lightning", siendo "River Hawks" seleccionado por votación popular. El primer logotipo para el nuevo apodo se creó en mayo de 1994 y, si bien tanto el nombre como la mascota han sufrido cambios de estilo desde entonces, la escuela ha mantenido el nombre "River Hawks" desde entonces.

## Instalaciones deportivas

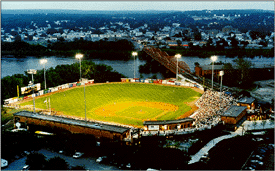
Edward A. LeLacheur Park

- Costello Athletic Center es el pabellón donde disputan sus partidos los equipos de baloncesto. Fue inaugurado en 1964 y tiene una capacidad para 2.000 espectadores.[2]
- Paul E. Tsongas Center at UMass Lowell es el estadio donde disputan sus encuentros el equipo de hockey sobre hielo. Inaugurado en 1998, tiene una capacidad para 6.003 espectadores.[3]
- Edward A. LeLacheur Park es el estadio donde disputan sus encuentros el equipo de béisbol. Inaugurado en 1998, tiene una capacidad para 4.767 espectadores.[4]